# Савицький Тимофій Олександрович
Тимофі́й Олекса́ндрович Сави́цький (31 травня 2003) — український хокеїст, нападник хокейного клубу «Сокіл» (Київ).

## Життєпис
Народився в Києві, в сім'ї колишнього хокеїста, а нині — генерального менеджера ХК «Кременчук» Олександра Савицького. Є вихованцем ХК «Крижинка».
В національній першості з хокею із шайбою дебютував у сезоні 2019/2020 року за київський хокейний клуб «Крижані Вовки». у 2020—2024 роках грав за хокейний клуб «Кременчук». З травня 2024 року виступає за київський «Сокіл».
Студент Придніпровської державної академії фізичної культури і спорту.
У 2025 році на зимовій Універсіаді в Турині (Італія) у складі студентської збірної України з хокею здобув бронзову медаль.